# Арифметична прогресія простих чисел
В теорії чисел, арифметична прогресія простих чисел — це будь-яка послідовність як мінімум трьох простих чисел, що утворюють арифметичну прогресію. Наприклад, послідовність простих 3, 7, 11 є арифметичною прогресією трьох простих із фіксованою різницею 4.
Згідно з теоремою Ґріна — Тао, існує арифметична прогресія простих чисел довільної довжини. Деколи ця фраза може використовуватись для простих чисел, які належать до арифметичної прогресії, яка містить також складені числа. Наприклад, коли кажуть про прості числа в арифметичній прогресії виду {\displaystyle an+b}, де a та b є взаємно-простими, яка, згідно теореми Діріхле про арифметичні прогресії містить нескінченно багато простих чисел посеред нескінченно багато складених.
Для цілих чисел k ≥ 3, AP-k (також позначаються як PAP-k (Primes in Arithmetic Progression)) — це послідовність k простих в арифметичній прогресії. AP-k може бути записане як k простих чисел виду a·n + b для фіксованих цілих a (називається спільною різницею) та b, і k послідовних цілих значень n. Зазвичай під AP-k розуміється n від 0 до k − 1. Цього завжди можна досягти, якщо покласти у якості b перше просте з арифметичної прогресії.
Арифметичну прогресію простих 3, 7, 11, що наведено вище, можна записати як AP-3 у вигляді 3+4·n для n=0,1,2.
n=0; 3+4·0 = 3+0 = 3
n=1; 3+4·1 = 3+4 = 7
n=2; 3+4·2 = 3+8 = 11
Іншим прикладом арифметичної прогресії простих є AP-10 виду 199+210·n для n=0..9. Вона продукує наступну послідовність простих: 199, 409, 619, 829, 1039, 1249, 1459, 1669, 1879, 2089.

## Мінімальні прості в АП
Мінімізуючи останній член прогресії.
| k  | Прості для n від 0 до k−1    |
| -- | ---------------------------- |
| 3  | 3 + 2n                       |
| 4  | 5 + 6n                       |
| 5  | 5 + 6n                       |
| 6  | 7 + 30n                      |
| 7  | 7 + 150n                     |
| 8  | 199 + 210n                   |
| 9  | 199 + 210n                   |
| 10 | 199 + 210n                   |
| 11 | 110437 + 13860n              |
| 12 | 110437 + 13860n              |
| 13 | 4943 + 60060n                |
| 14 | 31385539 + 420420n           |
| 15 | 115453391 + 4144140n         |
| 16 | 53297929 + 9699690n          |
| 17 | 3430751869 + 87297210n       |
| 18 | 4808316343 + 717777060n      |
| 19 | 8297644387 + 4180566390n     |
| 20 | 214861583621 + 18846497670n  |
| 21 | 5749146449311 + 26004868890n |

## Найбільші відомі прості в АП
Для простого q, q# позначає прайморіал 2·3·5·7·...·q.
Станом на вересень 2019, дайдовшою відомою AP-k є AP-27. 23 вересня 2019 року у підпроєкті AP27 проєкту PrimeGrid було знайдено першу відому арифметичну прогресію 27 простих чисел:
224584605939537911+81292139*23#*n для n=0..26 (послідовність A327760 з Онлайн енциклопедії послідовностей цілих чисел, OEIS), де 23#=2·3·5·7·11·13·17·19·23=223092870
Відомо декілька прикладів AP-26. Вперше AP-26 було знайдено 12 квітня 2010 року у підпроєкті AP26 проєкту PrimeGrid.
43142746595714191 + 23681770·23#·n, для n=0..25 (послідовність A204189 з Онлайн енциклопедії послідовностей цілих чисел, OEIS)